# Плахтий, Владимир Петрович
Пла́хтий Владимир Петрович (25 июня 1939 года — 4 мая 2009 года) — советский и российский физик, доктор физико-математических наук, профессор ПИЯФ РАН, заведовал Лабораторией физики кристаллов в ОИКС ОНИ. Является одним из основателей магнитной нейтронографии в России.

## Биография
Родился в г. Херсон на Украине. В 1962 году окончил Ленинградский политехнический институт и начал работать в лаборатории Г. А. Смоленского в Институте полупроводников АН СССР. Позже был направлен Смоленским в лабораторию нейтронных исследований филиала Физико-технического института им. А. Ф. Иоффе АН СССР (ныне Петербургский институт ядерной физики им. Б. П. Константинова РАН), которой руководил Г. М. Драбкин. В 1963 году Плахтий опубликовал результаты своих первых нейтронографических экспериментов по определению структуры ряда сегнетомагнетиков.
В 1967—1968 годах проходил стажировку в Эдинбургском университете в Великобритании по программе ЮНЕСКО, куда он смог поехать благодаря рекомендациям Г. А. Смоленского. В Великобритании ему посчастливилось работать под руководством известного физика В. Кохрана. С помощью рентгеновской дифракции им удалось экспериментально наблюдать смягчение фононной моды при структурном фазовом переходе и тем самым внести вклад в решение одной из актуальных проблем того времени.
В 1968 году В. П. Плахтий переходит из лаборатории Г. А. Смоленского в сектор Г. М. Драбкина ЛНИ. На реакторе ВВР-М он не только продолжил свои плодотворные исследования, но и создал новые приборы, нейтронные дифрактометры. Цикл его работ по нейтронографическому исследованию кристаллической и магнитной структуры соединений с очень сложным расположением атомов и направлением их магнитных моментов стал одной из экспериментальных основ для развития метода теоретического анализа магнитного упорядочения в кристаллах.

## Вклад в науку
В. П. Плахтий являлся специалистом в области атомной магнитной структуры и динамики твёрдого тела, в рассеянии нейтронов кристаллами, автор 96 научных работ.
Он является основателем нейтронографических исследований на реакторе ВВР-М ПИЯФ РАН. Им были проведены развёрнутые исследования ряда сегнетомагнетиков. Совместно с У. Кохреном впервые обнаружил антисегнетоэлектрическую фононную мягкую моду — экспериментальное обоснование современной теории фазовых переходов. Также Плахтием было изучено магнитное упорядочение в соединениях многих структурных классов, что было использовано при разработке симметрийного анализа магнитных структур, а также при создании новых магнитных материалов. Им впервые наблюдался и был исследован слабый антиферромагнетизм — упорядочение спиновых компонент в результате взаимодействия Дзялошинского-Мория. В магнонном спектре антиферромагнетика был обнаружен квантовый эффект нулевых спиновых флуктуаций. Изучено упорядочение и флуктуации спинов в родоначальниках ВТСП соединений с электронной проводимостью. В наиболее популярной ВТСП системе YBCO изучено упорядочение кислорода и определена структура промежуточных фаз. Получены первые экспериментальные данные о существование киральной универсальности магнитных фазовых переходов.
Он первым начал экспериментальные исследования киральности методом рассеяния нейтронов. Над этой темой он работал до последнего момента.
Проводившиеся В. П. Плахтием исследования поддерживались грантами Национальной программы по высокотемпературной сверхпроводимости (2 раза), Российского фонда фундаментальных исследований (3 раза), Фонда нейтронных исследований вещества, Международного научного фонда (Сороса), Французского Министерства высшего образования и исследований.
В. П. Плахтий является членом Научного совета РАН по магнетизму, а также Учёных советов ПИЯФ. Выдвигался в члены-корреспонденты РАН. Организовывал Всесоюзные совещания. Под его руководством защищено 8 кандидатских диссертаций и 2 диссертации доктора философии в Гренобльском Университете, где он периодически работал приглашённым профессором.